# Симботін
Симботін (рум. Sâmbotin) — село у повіті Горж в Румунії. Адміністративний центр комуни Скела.
Село розташоване на відстані 230 км на захід від Бухареста, 12 км на північний схід від Тиргу-Жіу, 97 км на північ від Крайови.

## Населення
За даними перепису населення 2002 року у селі проживали 583 особи. Рідною мовою 582 особи (99,8%) назвали румунську.
Національний склад населення села:
| Національність | Кількість осіб | Відсоток |
| -------------- | -------------- | -------- |
| румуни         | 576            | 98,8%    |
| цигани         | 7              | 1,2%     |